# Garabonciás (élclap)
A Garabonciás illusztrált élclap, amely kezdetben kéthetenként, majd egy hosszabb megszakítástól (1932. február 15. – 1936. március 1.) eltekintve rendszerint havonta jelent meg 1929. január 12. és 1940. február 1. között Kolozsvárt. Címváltozata: Erdélyi Garabonciás. Kezdetben Gara Ákos a felelős szerkesztője, de már 1930. március 1-től fogva Boronkai Lajos vette át irányítását.
Az első időszakban a lap a revolverező zugsajtó modorában készült; borítója a hatalomért viaskodó pártok egy-egy belpolitikai botrányát karikírozta ki. Állandó rovatai sorából magvasabb mondanivalójával a „Garabonciás konferánsza” emelkedett ki. Ez – míg Gara Ákos írta – fejléc helyett a festő Nagy István szuggesztív szénrajzportréjával jelent meg. Irodalomtörténeti vonatkozású az élclap Helikon-ellenes, főként Kisbán Miklóst (gróf Pitibán Miki, Nagybán Muki) támadó kampánya s a Mai mesék (Kosztolányi kontra Ady) című parabolasorozat, amely a romániai Ady-kultusz érdekes mozzanata. Boronkai Lajos több teret biztosított a rangos íróknak (Caragiale, Creangă, Karinthy Frigyes, Tristan Bernard), és az addigi rendszertelenül közölt bohémhistóriák helyett jórészt a kolozsvári New York kávéház író- és művésztörzsvendégeinek anekdotáiból megteremtette a „Bohémasztal” c. állandó rovatot.
Reschner Gyula grafikusművész 1936 utáni bekapcsolódásával a szerkesztésbe a címlapok baloldali jelleget öltöttek. Ugyancsak ő kezdeményezte 1937-ben a Garabonciás kolozsvári és tordai természetjáróknak szánt tréfás mellékletet Turipajtás címen.

## Kapcsolódó szócikk
- Romániai magyar élclapok